# Unibanco Portugal
O UNIBANCO Portugal é uma empresa financeira da UNICRE, que fornece um conjunto de produtos e serviços financeiros para tornar a realização de pagamentos e as transações diárias mais fáceis para os clientes.  A sua oferta inclui cartões de crédito, cartões pré-pagos, cartões de refeição, empréstimos pessoais e crédito consolidado.
A marca foi apoiada por um grupo de bancos portugueses, incluindo: Totta & Açores, Borges e Irmão, Espírito Santo, Fonsecas e Burnay, Nacional Ultramarino e Português do Atlântico, com um capital inicial de 18 000 contos.

## Historial
Em 1974, a UNICRE emitiu os primeiros cartões UNIBANCO.
Até 1982, estes cartões foram incorporados no sistema de pagamento VISA, apesar de a sua utilização ter sido inicialmente limitada a Portugal. Em 1984, o UNIBANCO tornou-se a única emissora de cartões de crédito no país.
Em 2000, a marca lançou o UNIBANCO Net Net, o primeiro cartão de crédito em Portugal concebido exclusivamente para compras online.
Em 2009, o UNIBANCO apresentou o cartão Unibanco Atitude, o primeiro cartão de crédito ecológico do mundo. Mais tarde, assistiu-se ao lançamento de linhas de crédito pessoal em 2011.
Em 2010, o UNIBANCO começa a apoiar a Fundação do Gil, através da comercialização do cartãopresente-solidário UNIBANCO Alegria, com um valor de aquisição de  €2, que revertem a favor da Fundação Gil, para ajudar jovens e crianças em risco clínico e social.
Em 2016, UNIBANCO recebeu o prémio “Marca Melhor Reputação” na categoria Instituições Financeiras (Prémios Marktest).
Em 2019, a marca foi novamente reconhecida com o prémio “Melhor Cartão de Pontos” pelo cartão UNIBANCO Atitude. Em 2020, o UNIBANCO passou por um rebranding e um reposicionamento estratégicos, enfatizando a simplificação e a facilitação de pagamentos. Foram produzidos novos cartões UNIBANCO utilizando materiais mais ecológicos, como PVC degradável.
Em 2021, o UNIBANCO apresentou a Conta UNIBANCO , uma conta totalmente digital, gerida através de um cartão virtual pré-pago recarregável.
Em 2023, a marca simplificou a sua oferta de produtos e apresentou um cartão único mais sustentável e inclusivo, permitindo que o conceito Trividir ficasse disponível para todos os clientes.